# John Beaufort, markis af Dorset
John Beaufort, markis af Dorset, jarl af Dorset (f. 1441 - d. 4. maj 1471) var et medlem af Beaufort-familien, der kæmpede for Huset Lancaster i Rosekrigene.
Han var den tredje søn af Edmund Beaufort, 2. hertug af Somerset og hans hustru, Lady Eleanor Beauchamp, datter af Richard Beauchamp, 13. jarl af Warwick. Da hans ældste bror, Henry Beaufort, 3. hertug af Somerset, blev dræbt i kampen for Lancaster-sagen i 1464 i Slaget ved Hexham, arvede den næste bror, Edmund, titlen som hertug af Somerset, og John blev "markis af Dorset " og "jarl af Dorset", titler tildelt den næste i Beaufort-slægtens arvefølge. Disse titler blev ikke anerkendt af kong Edvard 4. af Huset York. John havde været i eksil siden 1461, først i Burgund og derefter Frankrig. Da Henrik 6. af Huset Lancaster genvandt tronen i oktober 1470, vendte John tilbage med sin bror Edmund. Men et par måneder senere blev Henrik fordrevet fra tronen igen, og Lancaster-støtterne blev tvunget på flugt.
John blev dræbt i Slaget ved Tewkesbury den 4. maj 1471, mens han kæmpede ved sin bror Edmunds side. Edmund blev to dage senere taget til fange og halshugget. John efterlod ingen børn og blev aldrig gift. Med John og Edmunds død uddøde Beaufort-slægtens legitime mandlige linje.